# Mohim Roodro
Mohim Roodro, född 9 augusti 1928 i Indien, död 2 juni 2009 i Mjölby, var en indisk-svensk målare.
Roodro studerade vid Government College of Art and Craft i Calcutta och vid Central School of Art and Craft i London.
Hans konst består av abstrakt måleri men även realistiska landskap och figurbilder.
Roodro är representerad vid Östergötlands museum, Birla Museum of Modern Art i Calcutta, Academy of Fine Art i Calcutta, Östergötlands läns landsting, Linköpings kommun, Kinda kommun, Vimmerby kommun, Mjölby kommun och Halmstads kommun.